# Макаров, Максим Андреевич
Максим Андреевич Макаров (бел. Максім Андрэевіч Макараў; род. 30 мая 2001, Марьина Горка, Минская область) — белорусский футболист, вратарь клуба «Слоним-2017».

## Карьера

### «Нафтан»
Воспитанник футбольной академии «Городеи», в 2017 году став выступать за дублирующий состав клуба. В 2020 году футболист несколько раз попадал в заявку основной команды клуба, однако на поле так и не вышел. По окончании сезона покинул клуб, который в итогу был расформирован. В 2021 году футболист присоединился к новополоцкому «Нафтану». В клубе футболист стал выступать в роли резервного вратаря. Дебютировал за клуб 29 мая 2021 года в матче Кубка Беларуси против витебского «Газовика», проведя только первый тайм, после чего был заменён. Дебютный матч за клуб в чемпионате футболист сыграл 4 июля 2021 года против «Барановичей». Всего в дебютном сезоне футболист провёл 3 матча за клуб во всех турнирах.
В следующем сезоне футболист футболист лишь пару раз появился в заявке основной команды клуба. Свой единственный матч в сезоне футболист сыграл 28 мая 2022 года в рамках Кубка Беларуси против клуба «Юни Минск». По итогу сезона новополоцкий клуб стал чемпионом Первой лиги. В начале 2023 года футболист продлил контракт с клубом. Первую половину сезона футболист провёл в составе дублирующей команды. В конце июня 2023 года футболист стал подтягиваться к матчам с основной командой. Свой дебютный матч в Высшей лиге футболист сыграл 12 ноября 2023 года против борисовского БАТЭ, выйдя на замену в начале второго тайма. По итогу сезона вместе с клубом смог сохранить прописку в Высшей лиге.

### «Слоним-2017»
В январе 2024 года футболист на правах свободного агента перешёл в «Слоним-2017», подписав контракт до конца сезона. Дебютировал за клуб футболист 6 апреля 2024 года в матче против бобруйской «Белшины».

## Достижения
«Нафтан»
- Победитель Первой лиги: 2022